# Ауингер, Йозеф
Йозеф Ауингер (нем. Josef Auinger; 1 декабря 1897, Гальспах, Австро-Венгрия — 11 мая 1960, Грискирхен, Австрия) — австрийский оберштурмбаннфюрер СС, командир зондеркоманды 7b, входившей в состав айнзацгруппы B.

## Биография
Йозеф Ауингер родился 1 декабря 1897 года. После окончания школы изучал право. Участвовал в Первой мировой войне. С 1923 года работал юристом в полицейском управлении Оттакринга. 1 июня 1933 года вступил в НСДАП (билет № 6149119). 1 апреля 1934 года был зачислен в ряды СС (№ 342812) и принадлежал к 89-му штандарту СС.
После присоединения Австрии к Третьему Рейху возглавил гестапо в Санкт-Пёльтене. В апреле 1938 года был переведён в гестапо в Вене, где возглавил отраслевой отдел. В 1939 году получил докторскую степень по праву и чин правительственного советника и вновь возглавил гестапо в Санкт-Пёльтене. С 1940 года Ауингер служил в отделении гестапо в Вене. В 1942 году занимал должность заместителя руководителя гестапо в Линце и Зальцбурге. С июля по октябрь 1942 года возглавлял зондеркоманду 7b, входившую в состав айнзацгруппы B и действовавшую в Белоруссии. С декабря 1942 года служил в чине старшего правительственного советника в отделении гестапо в Праге. Кроме того, в 1944 году служил в айнзацкоманде 7 в Пече в Венгрии. Впоследствии три месяца работал в информационном отделе Главного управления имперской безопасности. 
20 сентября 1945 года был арестован французскими войскамаи в Пойербахе. В 1947 году Ауингер был экстрадирован в СССР. Советским военным трибуналом был приговорён к 25 годам трудовых лагерей. Изначально отбывал наказние в тюрьмах в Баутцене и Галле. В 1950 году был отправлен в Сибирь и содержался в тюрьме Иркутска. 16 ноября 1955 года был освобождён из советского плена и вернулся в Австрию.